# Стюард, Эмануэль
Эмануэль Стюард (англ. Emanuel Steward; 7 июля 1944, Боттом-Крик — 25 октября 2012, Чикаго) — американский боксёр-любитель, тренер профессиональных боксёров и комментатор боксёрских поединков на HBO.

## Жизнь и карьера
Стюард родился в Боттом-Крике (штат Западная Вирджиния). В возрасте 12 лет он переехал с матерью в Детройт, штат Мичиган. После переезда в Детройт стал посещать Brewster Recreation Center, где начал любительскую карьеру. На любительском ринге Эмануэль провёл 97 поединков, 94 из которых выиграл. В том числе выиграл в 1963 году национальный титул «Золотые перчатки». После этого Стюард заинтересовался обучением боксёров-любителей. Однако в связи с экономическим положением его семьи вынужден был устроиться на постоянную работу в электроэнергетическую компанию Detroit Edison.
С 1973 года после травмы спины ему пришлось завершить боксёрские выступления, и он полностью переключился на тренерскую деятельность. За период тренерской практики работал в разное время с разной продолжительностью с 41 чемпионом мира.

### Смерть
Стюард Умер в 14:46 25 октября, 2012, в больнице Чикаго в возрасте 68 лет.
15 ноября 2012 года состоялись похороны Эмануэля.

## Награды
- Включён в Международный зал боксёрской славы
- Включён во всемирный боксёрский зал славы

## Подопечные Эмануэля
Эмануэль Стюард в разное время работал с выдающимися боксёрами, среди которых были чемпионы мира:
- Деннис Андриас (en:Dennis Andries)
- Уилферд Бенитес
- Хулио Сезар Чавес
- Кермит Синтрон
- Мигель Котто
- Чед Доусон
- Оскар Де Ла Хойя
- Доминик Долтон (en:Domonique Dolton)
- Насим Хамед
- Томас Хирнс
- Эвандер Холифилд
- Джон Дэвис Джексон
- Хилмер Джеймс Кенти (en:Hilmer Kenty)
- Оле Клеметсен
- Владимир Кличко
- Леннокс Льюис
- Майкл Мурер
- Оливер Маккол
- Майк Маккаллум
- Милтон Маккрори
- Стив Маккрори
- Маккелеллан Джеральд
- Мигель Анхель Гонсалес
- Джимми Пауль (en:Jimmy Paul)
- Грацциано Роккиджиани
- Джеремен Тейлор
- Дуан Томас (en:Duane Thomas)
- Джеймс Тони
- Юриоркис Гамбоа
- Уильям Ли (en:William "Caveman" Lee)
- Адонис Стивенсон